# Lijst van voetbalinterlands Belize - Guatemala (vrouwen)
Deze lijst van voetbalinterlands is een overzicht van alle officiële voetbalinterlands tussen de nationale vrouwenteams van Belize en Guatemala. De landen hebben tot nu toe zes keer tegen elkaar gespeeld.

## Wedstrijden
| № | Plaats            | Datum             | Competitie                                       | Wedstrijd          | Uitslag |
| - | ----------------- | ----------------- | ------------------------------------------------ | ------------------ | ------- |
| 1 | Guatemala-Stad    | 25 november 2001  | Centraal-Amerikaanse Spelen 2001                 | Guatemala − Belize | 12 − 0  |
| 2 | Guatemala-Stad    | 19 november 2003  | Olympische Spelen 2004 kwalificatie              | Belize − Guatemala | 0 − 18  |
| 3 | Antigua Guatemala | 24 april 2010     | Noord-Amerikaans kampioenschap 2010 kwalificatie | Guatemala − Belize | 5 − 1   |
| 4 | Guatemala-Stad    | 24 mei 2014       | Noord-Amerikaans kampioenschap 2014 kwalificatie | Guatemala − Belize | 5 − 0   |
| 5 | Guastatoya        | 26 september 2019 | Vriendschappelijk                                | Guatemala − Belize | 9 − 0   |
| 6 | Belmopan          | 30 november 2019  | Vriendschappelijk                                | Belize − Guatemala | 0 − 2   |

## Samenvatting
| Competitie                                  | Totaal gespeeld | Winst Belize | Gelijk | Winst Guatemala | Doelsaldo Belize – Guatemala |
| ------------------------------------------- | --------------- | ------------ | ------ | --------------- | ---------------------------- |
| Olympische Spelen kwalificatie              | 1               | 0            | 0      | 1               | 0 − 18                       |
| Noord-Amerikaans kampioenschap kwalificatie | 2               | 0            | 0      | 2               | 1 − 10                       |
| Centraal-Amerikaanse Spelen                 | 1               | 0            | 0      | 1               | 0 − 12                       |
| Vriendschappelijk                           | 2               | 0            | 0      | 2               | 0 − 11                       |
| Totaal                                      | 6               | 0            | 0      | 6               | 1 − 51                       |